# Медаль «50 років радянській міліції»
Меда́ль «50 ро́ків радя́нській мілі́ції» — ювілейна медаль, державна нагорода СРСР. Введена указом Президії Верховної Ради СРСР 20 листопада 1967 року в ознаменування 50-ї річниці від створення радянської міліції. Автор малюнку медалі — художник В. А. Гурушкін.

## Опис
Медаль «50 років радянській міліції» має форму правильного круга діаметром 32 мм, виготовлена з мідно-нікелевого сплаву.
На лицьовому боці медалі розміщене зображення п'ятикутної зірки, у середній та нижній частині якої накладений щит з написом «50 лет». Над щитом — серп і молот. У нижній частині медалі по колу — рельєфне зображення дубових гілок.
На зворотному боці медалі написи — «В ознаменование пятидесятой годовщины» (по колу), «советской милиции» та дати «1917-1967» (у середині). У нижній частині — зображення маленької п'ятикутної зірочки. Усі зображення та написи — випуклі.
Медаль за допомогою вушка і кільця з'єднується з п'ятикутною колодочкою, обтягнутою шовковою муаровою стрічкою синього кольору шириною 24 мм. На стрічці розміщено п'ять подовжніх смужок червоного кольору: три завширшки 1 мм по центру та дві завширшки 4,5 мм ближче до країв.

## Нагородження медаллю
Ювілейною медаллю «50 років радянській міліції» нагороджувалися:
- особи вищого, старшого, середнього, молодшого керівного та рядового складу міліції, що мали позитивні характеристики та станом на 21 листопада 1967 року перебували на службі в органах, установах та навчальних закладах Міністерства охорони громадського порядку СРСР;
- особи, що мали спеціальні звання міліції, звільненні з органів охорони громадського порядку у запас чи відставку після щонайменше 25 років служби в міліції.

Також ювілейною медаллю могли нагороджуватися особи вищого, старшого, середнього, молодшого керівного та рядового складу інших служб та підрозділів Міністерства охорони громадського порядку СРСР, які активно сприяли органам міліції у їхній діяльності.
Медаль носиться на лівій стороні грудей, за наявності у нагородженого інших медалей СРСР розташовується після медалі «70 років Збройних Сил СРСР».
Станом на 1 січня 1995 року ювілейною медаллю «50 років радянській міліції» було проведено приблизно 409 150 нагороджень.